# قد سيبيري
قد سيبيري (الاسم العلمي:Cottus sibiricus) هو نوع من الأسماك يتبع جنس القد من الفصيلة القديات.